# الخواجر (الخبت)

تعديل مصدري - تعديل

الخواجر هي إحدى قرى عزلة أذرع بمديرية الخبت التابعة لمحافظة المحويت، بلغ تعداد سكانها 1134 نسمة حسب تعداد اليمن لعام 2004.